# Лажеду-ди-Соледади

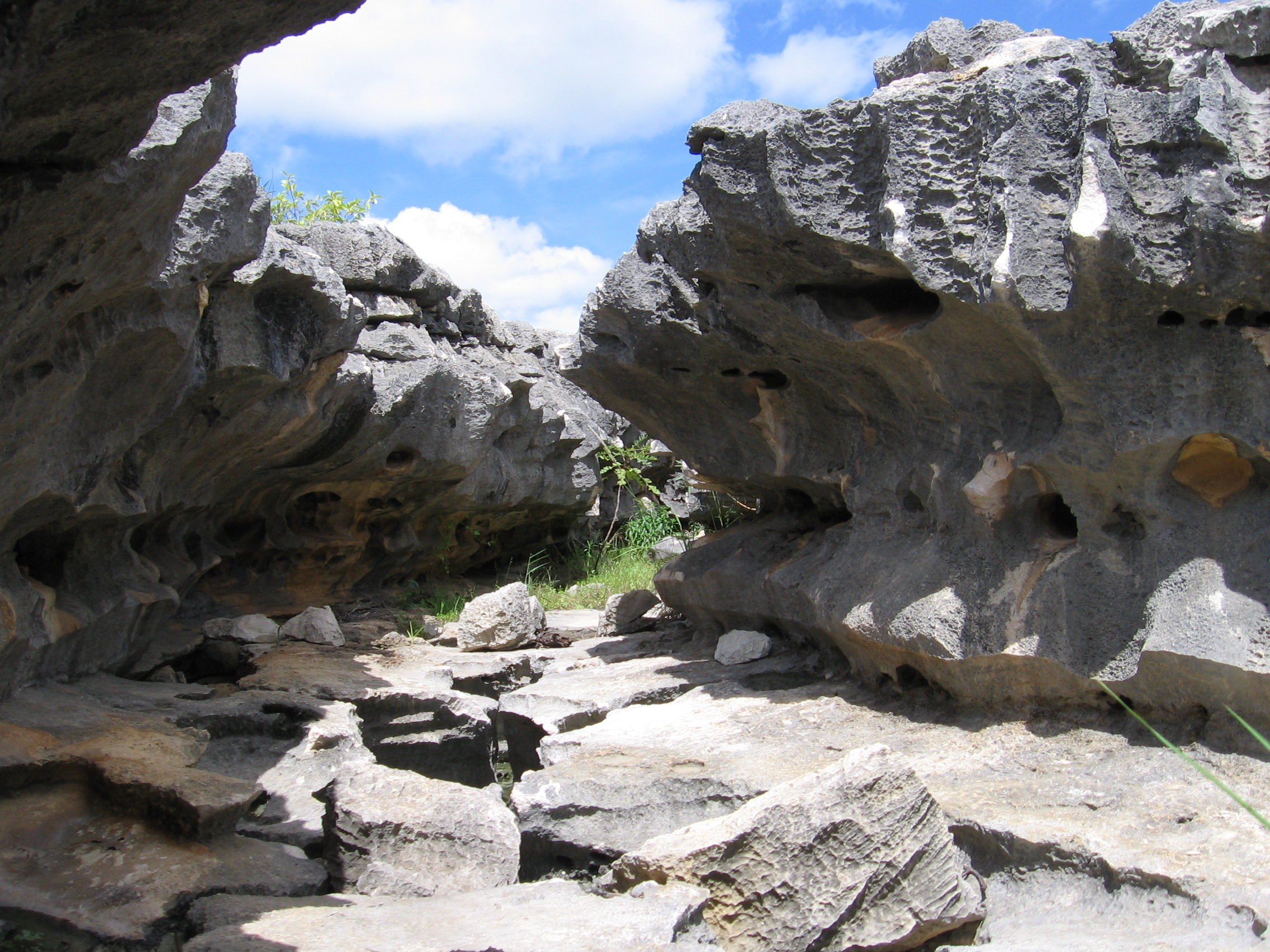
Лажеду-ди-Соледади

Лажеду-ди-Соледади, порт. Sítio Arqueológico do Lajedo de Soledade — археологический памятник, расположенный на территории горного массива Шапада-ду-Аподи, муниципалитет Аподи, штат Риу-Гранди-ду-Норти. Здесь обнаружены многочисленные памятники наскального искусства древних обитателей штата.